# De Reddertjes in Kangoeroeland
De Reddertjes in Kangoeroeland (originele titel: The Rescuers Down Under) is een Amerikaanse tekenfilm uit 1990 van Walt Disney Feature Animation. Het is de 29ste lange animatiefilm van Disney.
De film is qua verhaal  een vervolg op De Reddertjes uit 1977, daarmee was het de eerste lange animatiefilm van Disney waarvan de verhaallijn aansloot op die van een eerdere film. Eerder was De Drie Caballeros (1944)  al wel uitgekomen als een vervolg op Saludos Amigos (1942), maar deze twee eerdere films bestonden elk uit losse fragmenten  zonder dat er sprake was van één verhaallijn. Tevens is De Reddertjes in Kangoeroeland samen met Fantasia 2000 de enige vervolgfilm die deel uitmaakt van de Disney-canon, daar de film geproduceerd is door Walt Disney Feature Animation.

## Verhaal
In de outback van Australië redt de 8-jarige Cody op een dag een zeldzame steenarend genaamd Marahute uit een stropersval. De twee worden goede vrienden. Voordat Marahute teruggaat naar haar nest met eieren, geeft ze Cody als dank een van haar veren.
Korte tijd later valt Cody in een valkuil van de stroper Percival C. McLeach. McLeach is ook degene die de val voor Marahute uitzette en eerder al het mannetje van Marahute doodde. McLeach wordt gezocht door de politie. Als McLeach  beseft dat Cody meer weet over zijn activiteiten, besluit de stroper om de jongen te kidnappen. Hij krijgt bij dit alles hulp van een afgerichte varaan genaamd Joanna. Om iedereen te laten denken dat Cody dood is, gooit McLeach de rugtas van Cody in de rivier, midden tussen de krokodillen. 
Een muis die toevallig getuige is van dit alles stuurt een noodoproep naar de Hulp- en Redvereniging (Rescue Aid Society) in New York. Deze besluit hun twee topagenten, Bernard en Bianca, op de zaak te zetten. De nieuwe opdracht verstoort Bernards plannen om Bianca ten huwelijk te vragen. De twee willen met hun oude vriend, de albatros Orville, naar Australië vliegen, maar Orville is niet beschikbaar. In plaats daarvan brengt Orvilles broer Wilbur hen naar Australië.
In Australië ontmoeten Bernard en Bianca de Australische springmuis Jake, die besluit hen verder te helpen. Jake ontwikkelt zich al snel als concurrent van Bernard voor de aandacht van Bianca. Wilbur, die bij de landing in Australië zijn rug heeft bezeerd, wordt opgenomen in een ziekenhuis. Hij weigert echter de operatie te ondergaan en probeert het ziekenhuis te ontvluchten. Dan is zijn rug spontaan genezen. Wilbur grijpt hierop meteen zijn kans om het ziekenhuis alsnog te verlaten. Hij gaat weer op zoek naar Bernard en Bianca.
De drie muizen begeven zich naar de schuilplaats van McLeach, geholpen door verschillende andere dieren die door Jake worden getemd. In zijn schuilplaats probeert McLeach op elke mogelijke manier Cody de locatie van Marahute te laten onthullen, maar zonder succes. Cody onderneemt een aantal ontsnappingspogingen met hulp van de dieren die McLeach gevangen heeft, maar elke poging wordt verhinderd door Joanna.
McLeach krijgt uiteindelijk het idee om Cody te laten geloven dat Marahute is neergeschoten door een andere stroper, wetende dat Cody dan direct naar Marahutes nest zal gaan om te kijken of haar eieren nog in orde zijn. De drie muizen zijn getuige van dit alles en ze reizen stiekem  met McLeach mee. McLeach’ plan lukt in eerste instantie: Cody leidt hem rechtstreeks naar Marahutes nest. Daar slaagt McLeach erin om Marahute te vangen. Cody onderneemt een reddingspoging, maar wordt samen met Jake en Bianca ook gevangengenomen. Alleen Bernard blijft achter. McLeach wil Joanna de eieren laten verslinden, om te zorgen dat Marahutes soort zeldzaam blijft. Bernard kan dit plan verhinderen door de eieren snel te verwisselen voor stenen.
Wilbur arriveert ook bij het nest. Bernard overtuigt hem om op de eieren te blijven letten, zodat hij zelf de achtervolging op McLeach kan inzetten. Met de techniek die Jake hem geleerd heeft, temt hij een wild zwijn en achtervolgt McLeach. Die blijkt ondertussen naar de rivier Crocodile Falls te zijn gereden, met het plan zich van Cody te ontdoen door hem aan de krokodillen te voeren. Hij bindt Cody vast aan de hijskraan van zijn voertuig en hangt hem aan een touw boven de rivier. Dan is Bernard ter plekke en hij maakt het voertuig onklaar door de sleutels te stelen. Bernard gooit Jake en Bianca de sleutels toe, zodat ze zich kunnen bevrijden. McLeach probeert het touw waar Cody aan hangt door te schieten. Bernard trekt de aandacht van Joanna en lokt haar naar McLeach, waardoor ze tegen hem op botst en samen met hem in het water valt. McLeach slaagt erin de krokodillen van zich af te slaan, maar valt vervolgens ten prooi aan de waterval. Joanna kan nog op tijd aan de kant komen.
De nog steeds vastgebonden Cody valt ook in de rivier wanneer het touw breekt. Bernard duikt het water in en slaagt erin Cody's leven te redden. Hij weet Cody lang genoeg van de waterval en de krokodillen weg te houden totdat Jake en Bianca ook Marahute hebben bevrijd, en zij hen allemaal uit het water kan vissen. Dan vliegt iedereen weg op Marahutes rug. Bernard kan nu eindelijk Bianca zijn aanzoek doen, en ze accepteert.

## Stemverdeling
| Acteur          | Personage                         | "Nederlandse stem"             |
| --------------- | --------------------------------- | ------------------------------ |
| Bob Newhart     | Bernard                           | Jules Royaards                 |
| Eva Gabor       | Bianca                            | Corry van der Linden           |
| John Candy      | Wilbur                            | Frits Lambrechts               |
| Tristan Rogers  | Jake                              | Coen van Vrijberghe de Coningh |
| Adam Ryen       | Cody                              | Maarten Veerman                |
| George C. Scott | Percival C. McLeach               | Jan Anne Drenth                |
| Wayne Robson    | Frank                             | Reinder van der Naalt          |
| Douglas Seale   | Krebbs                            | Hein Boele                     |
| Frank Welker    | Joanna                            | Frank Welker                   |
| Bernard Fox     | Docter                            | Jérôme Reehuis                 |
| Peter Firth     | Red                               | Arnold Gelderman               |
| Ed Gilbert      | François                          | Arnold Gelderman               |
| Bernard Fox     | Voorzitter Hulp- en Redvereniging | Arnold Gelderman               |
| Billy Barty     | Muis in val                       | Olaf Wijnants                  |

## Achtergrond

### Productie
Dit was de eerste Disneyfilm waarbij gebruik werd gemaakt van de destijds nieuwe techniek Computer Animation Production System (CAPS). Hiermee werd het mogelijk om tekeningen digitaal in te kleuren, zodat met de hand ingekleurde celanimatie overbodig werd. De tekeningen van de personages en achtergronden werden ingescand op een computer, alwaar digitale tekenaars de tekeningen verder bewerkten tot een geheel.
De film maakt tevens gebruik van computeranimatie voor onder andere McLeach’ voertuig.
Aan de film werkte een team van 415 tekenaars en technici mee. Vijf leden van dit team reisden vooraf naar Australië om foto’s en schetsen van het landschap te maken.
Aanvankelijk was men van plan om het personage Orville in deze film te laten terugkeren. De stemacteur die in de eerste Reddertjes-film de stem van Orville had gedaan, Jim Jordan, overleed echter voordat met de opnames van De Reddertjes in Kangoeroeland was begonnen. Daarop werd besloten om Orville te vervangen door Wilbur.

### Filmmuziek
Dit is (net als onder meer De Reddertjes) een van de weinige lange Disney-tekenfilms waar geen echte door de personages zelf gezongen nummers in voorkomen. Wel bevat de film enkele scènes met achtergrondmuziek. Het muziekalbum bestaat bij deze film dan ook geheel uit achtergrondmuziek:
1. Main Title
2. Answering Faloo's Call
3. Cody's Flight
4. Message Montage
5. At the Restaurant
6. Wilbur Takes Off
7. McLeach Threatens Cody
8. The Landing
9. Bernard Almost Proposes
10. Escape Attempt
11. Frank's Out!
12. Cody Finds the Eggs
13. Bernard the Hero
14. End Credits

### Uitgave en ontvangst
Bij de originele uitgave in 1990 werd de film samen vertoond met het Mickey Mouse-filmpje The Prince and the Pauper. De film is na 1990 niet opnieuw in de bioscopen uitgebracht.
Reacties van critici waren over het algemeen positief. Op Rotten Tomatoes scoort de film 77% aan positieve beoordelingen. De opbrengst van de film viel voor Disney echter tegen. De film haalde in totaal 27 miljoen dollar op, waarmee het een van de slechtst verkochte Disneyfilms van de jaren 80 en 90 was. Volgens critici heeft dit er mede voor gezorgd dat Disney latere vervolgfilms vrijwel allemaal heeft laten maken door een andere productietak en uitgebracht als direct-naar-video.

### Trivia
- Adam Ryen, de jongen die in de Engelstalige versie de stem van Cody deed, sprak ook de stem van dit personage in voor de Noorse versie van de film.
- Er stond aanvankelijk nog een derde Reddertjes-film op de planning, maar de plannen hiervoor werden geschrapt na de dood van Eva Gabor in juli 1995.
- De albatros Wilbur is net als zijn broer uit de vorige film, Orville, vernoemd naar de Gebroeders Wright.

## Prijzen en nominaties
De Reddertjes in Kangoeroeland won in totaal 5 prijzen:
1990
- De LAFCA Award voor “Beste tekenfilm”

1991
- De Genesis Award voor Beste familiefilm
- De Golden Reel Award voor Beste geluidsmontage
- De Young Artist Award voor Beste familiefilm

1992
- De Golden Screen